# Завещанието
„Завещанието“ е български телевизионен игрален филм (историко-революционна драма) от 1974 година по сценарий на Никола Статков. Режисьор на филма е Милен Гетов, а оператор е Христо Вълев. Музиката е на Иван Игнев, а художник е Недю Недев.
Филмът е реализиран по едноименния роман на Иван Арнаудов. Текстът на песните е на Волен Николаев.

## Актьорски състав
| Роля                              | Изпълнител        |
| --------------------------------- | ----------------- |
| Марин Георгиев                    | Васил Попилиев    |
| кметът                            | Петко Карлуковски |
| партизанинът Радко, брат на Марин | Веселин Савов     |
| Васа, жената на Марин             | Корнелия Петкова  |
| поручикът от жандармерията        | Стефан Илиев      |
|                                   | Владимир Давчев   |